# Ерік Барросо
Ерік Барросо Санчес (ісп. Eric Barroso Sánchez; нар. 4 жовтня 1990, Лас-Пальмас, Іспанія) — іспанський футболіст, лівий захисник.

## Життєпис
Вихованець скромного іспанського клубу «Ланзарот». У дорослому футболі дебютував 2008 року (на той час гравцеві виповнилося 18 років) у «Чиклані», який виступав у Терсера Дивізіоні. Рік по тому підписав контракт з «Реал Бетісом Б», де грав протягом двох років у Сегунда Дивізіоні Б. Після цього два сезони провів у «Сан-Фернандо».
У 2013 році переїхав до словацької «Нітри», яка стала його першою в кар'єрі закордонню командою. Дебютував за клуб 11 серпня 2013 року в матчі проти «Жиліни». Під час виступів за «Нітру» також відзначився першим голом у професіональній кар'єрі. 29 січня 2014 року, під час зимового трансферного вікна, перейшов до молдовського «Тирасполя». Наступного року покинув клуб й підписав контракт «Земпліном» (Михайлівці), новачком Фортуна ліги 2015/16.